# Канонерські човни типу «Медіна»
Канонерські човни типу «Медіна» — 12 канонерок Рендела (або «праскових») Королівського флоту, на які встановлювали три 6,3-дюймові гармати. Кораблі були побудовані між 1876 і 1877 роками. «Праскові» канонерки звичайно будувались без щогл або такелажу, але тип «Медіна» нsc повне оснащення баркентини. Їх міцні залізні корпуси дозволили їх використовувати після завершення служби як бойових кораблів як водолазні плавучі бази та баржі. П'ять із них ще служили у 1920-ті роки. Корпус «Медуей» знаходиться на мілководді на Бермудських островах і його видно на супутникових знімках.

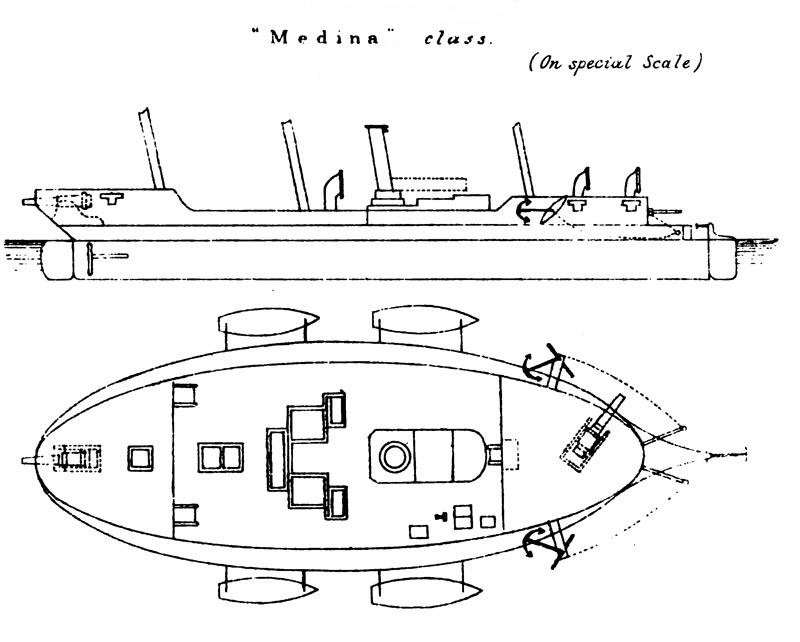
План палуби канонерського човна типу «Медіна» у Brassey's Naval Annual

## Конструкція
Тип «Медіна» став результатом розвитку канонерок Рендела — кількох серій невеликих кораблів з низьким надводним бортом, на яких встановлювалася зазвичай одна велика щодо їх розмірів гармата. Хоча «Медіни» оснастили мачтами, що забезпечило зростання їх радіусу дії та автономності, по суті вони призначалися для тих же операцій, що і «безщоглові» попередники: обстрілів прибережних цілей. Їх недоладний вигляд був описаний військово-морським істориком Ентоні Престоном як «найбільш гротескний плавзасіб який коли-небудь бачили». Всі 12 кораблів типу були побудовані Palmers Shipbuilding and Iron Company в Ярроу і були названі на честь річок. Вони були побудовані повністю з заліза і оснащені незвичним кермом на носі.

### Озброєння
На момент побудови на кораблях встановили по три 160 міліметрові дульнозарядні нарізні гармати. До 1892 Trent оснастили двома скорострільними 120 міліметровими гарматами.

### Рушії
Всі кораблі класу оснащувалися парою 2-циліндрових горизонтальних парових двигунів одноразового розширення R і W Hawthorn потужністю 60 номінальних кінських сил . Вони виробили 230 кіловатт, забезпечуючи що дає швидкість близько 9,5 вузлів (17,6 км/год).

### Вітрильне оснащення
Всі кораблі типу були побудовані з трьома щоглами та вітрильним оснащенням беркентини. На тих кораблях, що збереглися до 1890-х років вітрила і щогли зняли, замінивши на пару опорних щогл.

## Історія служби
Деякі з кораблів типу одразу почали виконувати допоміжні функції. Так «Медіна» стала плавбазою для парового лінійного корабля Duke of Wellington, який на той час виконував переважно церемоніальну роль, і «Медуей» також використовувався як плавбаза для Excellent, (артилерійська школа в Портсмуті). На «Спей» у 1900 встановили три 120міліметрові гармати, щоб він використовувався для навчання артилеристів.
«Ді» і «Дон» служили в Середземномор'ї з 1886 році, зокрема в складі міжнародної ескадри, основу якої становив Королівський флот. Обидва кораблі залишалися на Мальті до кінця служби, після роззброєння виконували різні функції. З «Тей» було зняте озброєння крім однієї 9 фунтової гармати, на 1914 рік він використовувався як плавуча казарма у HMS Vivid — комплексі казарм Королівського флоту в Девонпорті. «Еск» і «Твід» служили у Гонконзі у 1890-х, продавались там у 1900-х.

## Кораблі
| Name    | Будівник                                   | Спущено на воду | Доля |
| ------- | ------------------------------------------ | --------------- | --- |
| Medina  | Palmers Shipbuilding & Iron Company, Ярроу | 3 серпня 1876   | Проданий на Бермудах в 1904. |
| Medway  | Palmers Shipbuilding & Iron Company, Ярроу | 3 жовтня 1876   | Проданий на Бермудах в 1904. Потоплений в гавані Сент-Джордж, корпус корабля досі зберігся і його можна побачити при відливі. Його також можна побачити на супутникових знімках 32°22′32.7″ пн. ш. 64°41′13″ зх. д. / 32.375750° пн. ш. 64.68694° зх. д. |
| Sabrina | Palmers Shipbuilding & Iron Company, Ярроу | 3 жовтня 1876   | Перейменований на Sabine використовувався як база для водолазів 1916, перейменований на Vivid в 1920 (чи у кінці 1919), проданий Б. Фраеру (Fryer), Сандерленд у липні 1922.                                                                             |
| Spey    | Palmers Shipbuilding & Iron Company, Ярроу | 5 жовтня 1876   | Списаний близько 1915 та проданий 1923 |
| Tay     | Palmers Shipbuilding & Iron Company, Ярроу | 19 жовтня 1876  | Проданий Компанії Стенлі з утилізації суден, Дувр 22 жовтня 1920 |
| Tees    | Palmers Shipbuilding & Iron Company, Ярроу | 19 жовтня 1876  | Проданий Гарріс Бразерс, Бристоль 9 липня 1907 |
| Dee     | Palmers Shipbuilding & Iron Company, Ярроу | 4 квітня 1877   | Використовувся для навчання торпедистів на Мальті1892–1902, там же і був проданий 10 липня 1902 |
| Don     | Palmers Shipbuilding & Iron Company, Ярроу | 14 квітня 1877  | Використовувався для перевозок будівельних матеріалів на Мальті 1906–08, перероблений на несамохідну баржу у 1911 та проданий на місці в 1914 |
| Esk     | Palmers Shipbuilding & Iron Company, Ярроу | 28 квітня 1877  | Sold at Hong Kong in April 1903. |
| Slaney  | Palmers Shipbuilding & Iron Company, Ярроу | 28 квітня 1877  | База для водолазів у 1906, проданий sold to Тос В. Вард, 30 серпня 1919, переміщений до Райнгема в Кенті, де був утилізований 3 січня 1923. |
| Trent   | Palmers Shipbuilding & Iron Company, Ярроу | 23 серпня 1877  | Перейменований на Pembroke у вересні 1905, потім на Gannet у червні 1917 та став використовуватися як база водолазів. Проданий Дуврській компанії з утилізації суден 21 лютого 1923.                                                                     |
| Tweed   | Palmers Shipbuilding & Iron Company, Ярроу | 23 серпня 1877  | Проданий в Гонконгу 21 листопада 1905. |

## Спадщина
Канонерські човни «Ді» і «Дон» тривалий час стояли поряд біля причалу у Калкарі, Мальта . Це призвело до появи мальтійського виразу id-di u d-do, який стосується двох людей, яких часто бачать разом.